# Ruta de Illinois 17
La Ruta de Illinois 17, y abreviada IL 17 (en inglés: Illinois Route 17) es una carretera estatal estadounidense ubicada en el estado de Illinois. La carretera inicia en el oeste desde la 1st Street en New Boston hacia el este en la SR 2     en Lowell. La carretera tiene una longitud de 337 km (209.4 mi).

## Mantenimiento
Al igual que las autopistas interestatales, y las rutas federales y el resto de carreteras estatales, la Ruta de Illinois 17 es administrada y mantenida por el Departamento de Transporte de Illinois por sus siglas en inglés IDOT.